# Spathius bekilyensis
Spathius bekilyensis är en stekelart som beskrevs av Granger 1949. Spathius bekilyensis ingår i släktet Spathius och familjen bracksteklar. Inga underarter finns listade i Catalogue of Life.